# Delavayellaceae
Delavayellaceae är en familj av bladmossor. Delavayellaceae ingår i ordningen Jungermanniales, klassen Jungermanniopsida, divisionen bladmossor och riket växter. Enligt Catalogue of Life omfattar familjen Delavayellaceae 3 arter. 
Kladogram enligt Catalogue of Life:
| Delavayellaceae | \| \| Delavayella \| \| \| \| \| \| Liochlaena \| \| \| \| |
|                 | \| \| Delavayella \| \| \| \| \| \| Liochlaena \| \| \| \| |
|                 | Delavayella                                                |
|                 |                                                            |
|                 | Liochlaena                                                 |
|                 |                                                            |